# Chó săn nòi

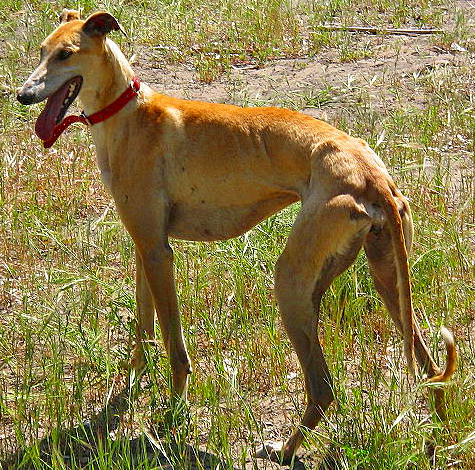
Một con chó săn nòi Tây Ban Nha

Chó săn nòi (Hound) là một dòng chó gồm các giống chó thuần chủng được lai tạo để phục vụ cho việc săn bắt, chó săn nòi thông thường gồm hai dòng chính là chó săn đuổi hoặc chó đánh hơi. Chó săn nòi khác với chó săn nói chung ở tính thuần chủng của nó. Chó săn (hunting dog) chỉ về bất cứ giống chó, dòng chó, loại chó hoặc cá thể chó được huấn luyện để đi săn với con người nhưng chó săn nòi là các giống sinh ra là để săn bắt. Chúng có bản năng và ham muốn săn bắt trong huyết quản, cơ thể chúng được lai tạo, thiết kế chuyên dành cho đặc tính săn đuổi, theo dấu. Chúng không sinh ra dành cho việc giữ nhà, chơi đùa hoặc làm các công việc gia đình khác.

## Các dòng chính
Chó săn đuổi: Để phù hợp với nhiệm vụ săn mồi, chó săn chính là những vận động viên chạy siêu hạng do có cấu trúc cơ thể đặc biệt và khả năng xử lý những đoạn đường cong mà không phải giảm tốc độ, chó săn có thể vượt qua đoạn đường cua mà không phải thay đổi sải chân, Chó săn vẫn luôn giữ sải chân đều đặn dù trên đường thẳng hay đường cong, và hoàn toàn chịu được 65% sự gia tăng lực lên các chi. Chó săn đều có tốc độ đỉnh vào khoảng 17 mét/giây, gần gấp đôi tốc độ của con người. Thường con chó săn tốt là con chó có chân to, người thon, lông mượt. Trong những cuộc săn thỏ, chó săn đóng vai trò rất quan trọng. Người ta săn những con thỏ đồng với những con chó săn greyhound hay những con chó săn đuổi khác mà chúng đuổi theo thỏ bằng tầm nhìn chứ không phải bằng việc đánh hơi.
Chó đánh hơi: Là những giống chó có bản năng săn tìm dấu vết từ khi lọt lòng. Những chú chó đánh hơi xuất sắc được coi như những phương tiện trong lĩnh vực truy tìm dấu vết. Điểm khác biệt lớn nhất để khứu giác của chó chính là vùng xử lý mùi vị. Khu vực này có diện tích gấp 40 lần so với con người. Chó có từ 125 triệu tế bào khứu giác tới 225 triệu tế bào. Điều này còn phụ thuộc vào giống, kích thước và cả diện tích não. Chó săn là giống có nhiều tế bào khứu giác nhất (có thể lên tới hơn 300 triệu tế bào). Chính điều này, chó có khả năng ngửi mùi tốt gấp 100.000 lần cho tới 1.000.000 lần so với con người. Săn cáo thường được thực hiện với một đàn chó săn mùi hương hay còn gọi là chó đánh hơi và trong hầu hết trường hợp chúng được nuôi một cách đặc biệt chỉ để dành cho việc săn cáo. Những con chó được huấn luyện để theo đuổi con cáo dựa trên mùi hương của nó. Hai loại chính của Chó săn cáo Anh và chó săn cáo của Mỹ.

## Các giống

### Greyhound
Là một giống chó săn chủ yếu được nuôi để trình diễn và đua chó, và gần đây giống này cũng đã trở nên loài thú cưng được nuôi phổ biến ở các gia đình. Nó là một giống chó hiền lành và thông minh. Một sự kết hợp của chân dài và mạnh mẽ, ngực nở, xương sống linh hoạt và thân hình mảnh mai cho phép nó đạt tốc độ đua trung bình vượt quá 18 mét mỗi giây hay 63 kilômét trên giờ (39 mph). Tại tốc độ tăng tốc tối đa, greyhound đạt đến tốc độ chạy 70 km mỗi giờ trong vòng 30 mét, sáu bước tiến từ các hộp, chạy với tốc độ gần 20 mét mỗi giây cho 250 m đầu tiên của một cuộc đua.
Giống chó này có bản năng săn mồi và có những đặc điểm giúp chúng chạy nhanh như mõm dài, và chân càng dài hơn, chân dài như chân hươu. Chúng cao, to, có tập quán săn bắt theo bầy. Những con chó này rất tình cảm với chủ, giống chó này hiền, thân thiện với con người và không cắn người. Tuy nhiên những con chó này về nuôi vì nó không biết canh trộm, hơn nữa vì có bản năng săn mồi nên nuôi con vật nuôi gì trong nhà chúng cũng đều bị chó đua tấn công. Nói chung, Chó đua Greyhound rất hiền, không bao giờ cắn người cũng như sống rất tình cảm và nếu được huấn luyện tốt những con chó chuyên đua và săn mồi sẽ học được những tập tính của chó nhà, biết canh trộm.

### Giống khác
- Galgo Español hay Galgo Tây Ban Nha là một giống chó săn rượt đuổi có nguồn gốc từ Tây Ban Nha, được ví như là chó săn xám (Greyhound) của Tây Ban Nha, Galgo là giống chó săn có tốc độ tốt nhất trong các dòng chó săn của quốc gia này và dùng để săn thỏ. Đây là giống chó săn cổ, có nguồn gốc từ lâu đời, tên gọi Galgo bắt nguồn từ người Gô-loa của nước Pháp. Galgo có nhiều nét tương đồng về cấu trúc so với Greyhound nhưng điều khác biệt là chúng nhỏ con hơn.
- Rampur là một giống chó săn thuộc kiểu chó săn Greyhound có nguồn gốc từ khu vực Rampur của miền Bắc Ấn Độ, nằm giữa Delhi và Bareilly. Những con chó săn Rampur thuộc nhóm chó săn đuổi. Chiều dài của hàm là 9 inch và hàm khá mạnh mẽ với một vết cắn hình cắt kéo khi táp trúng. Ở Tây Bắc của Ấn Độ nó thường được mô tả là giống cho săn đuổi có bộ lông mượt mà. Nó là giốnng chó săn được ưa chuộng của Maharajah để kiểm soát chó rừng, còn được sử dụng để săn sư tử, săn hổ, săn báo. Một bài kiểm tra lòng dũng cảm cho một con chó săn duy nhất để đánh nhau với một chó rừng lưng vàng. Những con Rampur được lai tạo, chọn giống để phù hợp với những cuộc đua tốc độ cao ở khoảng cách rất xa, do đó chúng có khả năng chịu đựng áp lực và bền bỉ một cách tuyệt vời.
- Whippet là một giống chó săn tầm trung và vừa có nguồn gốc ở Anh[6] và là hậu duệ của giống chó săn greyhound và chúng thuộc phân nhóm chó săn đuổi và có đặc trưng về tốc độ. Chúng có đặc trưng là dáng cao, lưng cong, bụng hóp, lườn phình ra như lườn báo, mình dài, chân dài, đuôi dài, hàm răng trên, dưới đều khỏe và khớp với nhau. Với tốc độ lên đến 35 dặm một giờ (56 km/h) và việc nuôi dưỡng và chăm sóc chúng dễ dàng và không tốn kém như giống chó Greyhound (có ngoại hình và chức năng tương tự Whippet), trong khi chúng vẫn có thể săn bắt những con thú nhỏ như thỏ rừng, chuột… để bổ sung thực phẩm cho người dân, cũng như tham gia các cuộc đua giải trí.
- Sloughi: Là một giống chó săn châu Phi (Bắc Phi) thuộc dòng chó săn đuổi, dòng chó này có quan hệ với dòng chó Azawakh nhưng nó không phải là Saluki. Sloughi được công nhận từ năm 1935, thuộc nhóm 10 – chó săn đuổi, phân nhóm 3 là chó săn đuổi lông ngắn. Chúng có ngoại hình thon gọn và trông có vẻ gầy gò. Thân hình chúng cong nhẹ, hài hòa, xương hông lộ rõ, nhô lên cao bằng hoặc hơn một chút so với vai, lưng ngắn, thẳng gần như nằm ngang. Lộ xương, rộng và xiên, nhưng không quá nhô ra sau. Sloughi có một thị lực rất tốt, chúng nhìn và đuổi theo những gì chuyển động, cho dù có ở rất xa.
- Saluki là một giống chó cổ thuộc dòng chó săn đuổi có nguồn gốc từ vùng Trung Đông. Loài chó này được sử dụng vào việc săn thỏ, săn linh dương, chúng là một thợ săn trên sa mạc. Hình dáng tổng thể của giống chó này tạo ấn tượng về sự duyên dáng và cân đối, với khả năng chạy đuổi tốt cùng với sự dẻo dai, mạnh mẽ và linh hoạt. Mắt chúng nằm sâu, rất sáng và sắc, do đó cho phép Saluki dễ dàng nhận ra và đuổi bắt con mồi trên sa mạc hoang vu. Răng và hàm chắc khoẻ với hàm răng hoàn chỉnh, phát triển tốt và có miếng cắn hình cắt kéo.
- Azawakh Là một giống chó săn thuộc dòng chó săn đuổi lông ngắn có nguồn gốc từ Bắc Phi và phân bố xung quanh vùng sa mạc Sahara. Chúng thân hình thanh thoát nhưng hơi gầy gộc, chúng có 4 chân dài. Chúng thân hình thanh thoát nhưng hơi gầy gộc, chúng có 4 chân dài. Cấu trúc bộ xương và đặc biệt là hệ cơ bắp phát triển của Azawakh có thể nhìn thấy rõ qua các chuyển động một cách uyển chuyển của chúng, ngoài ra cấu trúc xương và hệ cơ bắp của chúng hiện rõ dưới lớp da nhìn toàn là thịt nạc. Chiều cao của chúng từ 23-29 inches (58 – 74 cm), cân nặng từ 37-55 pounds (17 – 25 kg). Chúng là những thợ săn trong vùng sa mạc, nhất là việc săn đuổi những con thỏ rừng, chúng sẽ chạy băng băng trong sa mạc với thể lực bền bỉ.
- Borzoi Là một giống chó săn ở Nga chuyên dùng để săn sói, tương tự như giống chó Greyhound, chúng thuộc giống chó săn rượt đuổi, thuộc dòng dõi chó quý tộc. Chúng có đôi hàm dài, nhọn và chắc rắn và khá khỏe. Có chiều cao hơn 70 cm và đôi chân dài đã làm cho nó cao hơn, thân hình chúng có hình vòm với đôi vai thoải, đuôi cong buông thõng. Cổ dài và khỏe là một trong những đặc điểm nhận dạng của giống chó này. Chúng còn có mũi có màu đen, mắt thường là sẫm màu và có hình thuôn. Giống chó có khả năng chạy với tốc độ rất cao. Borzoi rất trung thành với chủ nhân. là giống chó đặc biệt thông minh và dịu dàng. Chúng hành động rất nhanh nhẹn và có bản năng khá rõ về lãnh thổ.
- Chó săn mật thám: Chó Bloodhound (cũng được biết đến với tên chó săn Chien de Saint-Hubert) là một giống chó săn cỡ lớn được tạo ra cho một mục đích đặc biệt để truy tìm dấu vết của con người và các loài thú săn. Nó thường được dùng bởi các cơ quan an ninh để truy lùng những tù nhân trốn trại hoặc những người mất tích. Nó là một con chó săn thính hơi, nổi tiếng vì khả năng lần theo dấu vết đã diễn ra hàng giờ đồng hồ hoặc thậm chí nhiều ngày trước, với những khoảng cách rất xa.

## Danh sách giống
- Chó săn Afghanistan
- Chó săn châu Phi
- Chó săn cáo Mỹ
- Chó săn báo Mỹ
- Chó săn Andalusian
- Chó săn Artois
- Basenji
- Basset Artesien Normand
- Basset Bleu de Gascogne
- Basset Fauve de Bretagne
- Basset Hound
- Chó săn núi Bavarian
- Beagle
- Beagle Harrier
- Black and Tan Coonhound
- Blackmouth Cur
- Bloodhound
- Bluetick Coonhound
- Boerboel
- Chippiparai
- Cirneco dell'Etna
- Combai
- Coonhound
- Chó săn Cretan
- Dachshund
- Chó săn hươu
- Chó săn Dumfriesshire
- Chó săn Estonia
- Chó săn cáo Anh
- Chó săn Phần Lan
- Chó săn cáo
- Grand Bleu de Gascogne
- Hamiltonstovare
- Chó săn Ibizan
- Chó săn Ý
- Chó săn sói Ái Nhĩ Lan
- Jämthund
- Kanni
- Kelb tal-Fenek
- Chó săn Lithuanian
- Chó săn Mudhol
- Norwegian Elkhound
- Otterhound
- Chó săn Pharaoh
- Piccolo Lepraiolo Italiano
- Chó săn Plott
- Chó săn Ba Lan
- Portuguese Podengo
- Chó săn Posavac
- Rajapalayam
- Redbone Coonhound
- Rhodesian Ridgeback
- Saluki
- Segugio Maremmano
- Chó săn Serbian
- Chó săn Serbian Tricolour
- Schweizer Laufhund
- Scottish Deerhound
- Silken Windhound
- Taigan
- Chó lông xoáy Thái Lan
- Treeing Walker Coonhound
- Chó săn Transylvanian
- Alpine Dachsbracke
- American Foxhound
- Anglo-French hounds (Có quan hệ với chó săn Anh)
  - Anglo-Français de Petite Vénerie
  - Grand Anglo-Français Tricolore
  - Grand anglo-français blanc et orange
  - Grand anglo-français blanc et noir
- Ariegeois
- Chó săn Artois
- Chó săn Austrian Đen
- Basset Artesien Normand
- Basset Bleu de Gascogne
- Basset Fauve de Bretagne
- Chó săn Basset
- Chó săn núi Bavarian
- Beagle
- Beagle-Harrier
- Berner Laufhund
- Bloodhound
- Chó săn báo Catahoula
- Coonhound
  - Black and Tan Coonhound
  - Redbone Coonhound
  - Bluetick Coonhound
  - English Coonhound (Redtick Coonhound)
  - Treeing Walker Coonhound
  - Plott Hound
- Dachshund
- Drever
- Dunker
- Chó săn cáo Anh
- Chó săn Estonian
- Chó săn Phần Lan
- Chó săn cáo
- Français tricolore
- Français blanc et noir
- Français blanc et orange
- Gascon Saintongeois
- Grand Basset Griffon Vendeen
- Grand Bleu de Gascogne
- Hamiltonstovare
- Chó săn Hanover
- Chó Harrier
- Chó săn Hungari
- Istrian Coarse-haired Hound
- Istrian Shorthaired Hound
- Kerry Beagle
- Kritikos Ichnilatis (Chó săn Cretan)
- Norwegian Lundehund
- Otterhound
- Petit Basset Griffon Vendeen
- Piccolo Lepraiolo Italiano
- Chó săn Plott
- Chó săn Ba Lan (pl.Ogar Polski)
- Polish Scenthound (pl.Gonczy Polski)
- Porcelaine
- Chó săn Posavac
- Rache (obsolete)
- Segugio Italiano a Pelo Forte
- Segugio Italiano a Pelo Raso
- Segugio Maremmano
- Chó săn Serbia
- Serbian Tricolour Hound
- Schweizer Laufhund
- Slovensky Kopov (Chó săn Slovakia)
- Talbot (đã tuyệt chủng)
- Westphalian Dachsbracke